# نمونه‌خوانی

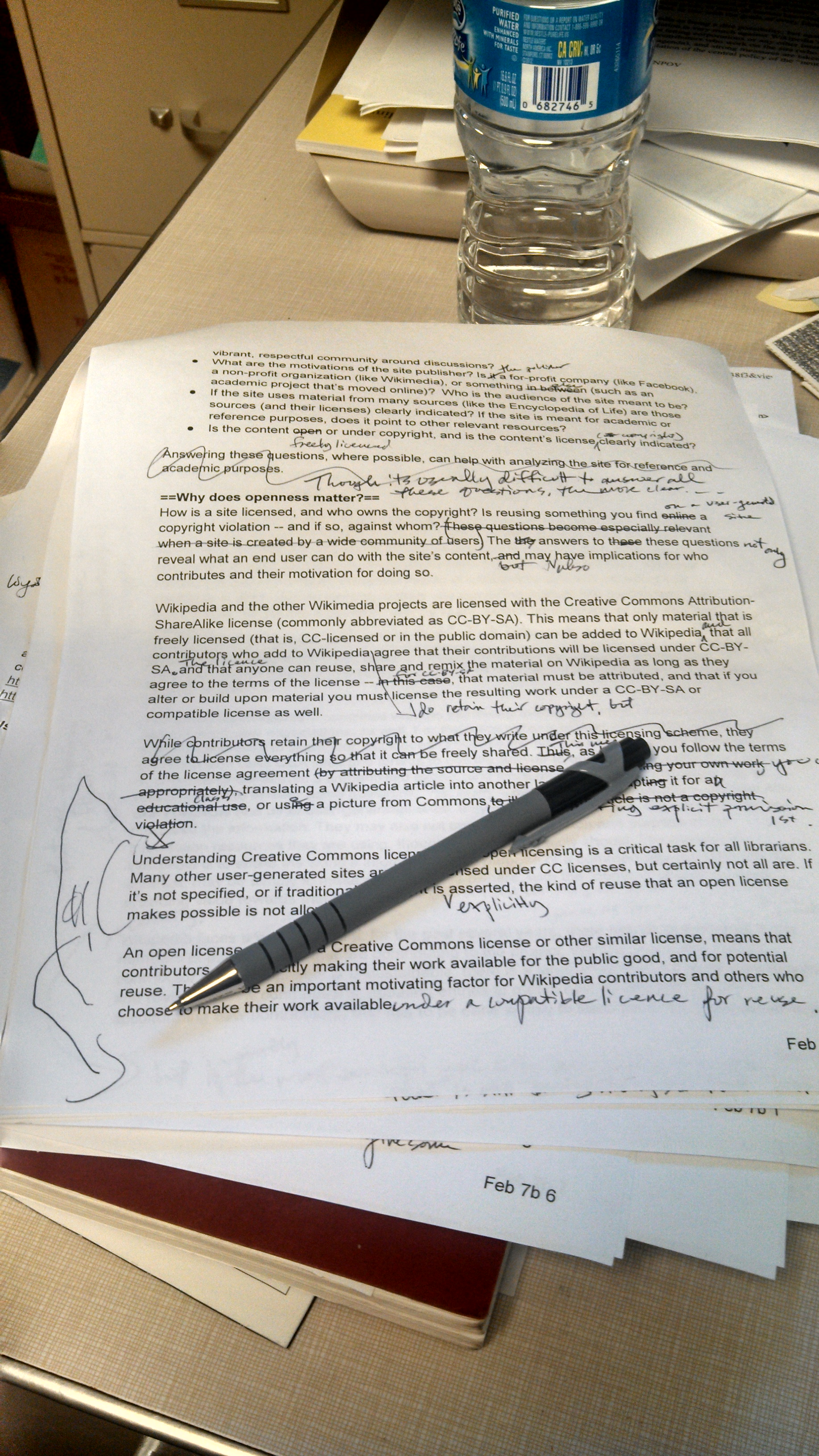
نمونه خوانی

نمونه‌خوانی (به انگلیسی: Proofreading) یکی از مراحل آماده‌سازی کتاب، پس از حروفچینی و پیش از چاپ است.در نمونه‌خوانی ضمن مطابقت با نسخه خبر، جاافتادگی‌ها و اشتباهات چاپی که در مرحله حروفچینی رخ داده، مشخص می‌شود.
نمونه‌خوان به فردی گفته می‌شود که متن حروفچینی‌شده (نمونهٔ چاپی) را با نسخهٔ اصلی یا دستنویس مطابقت می‌دهد تا از جاافتادگی‌ها جلوگیری شود و درعین‌حال مطابق با رسم‌الخط موردنظر به یکپارچگی متن کمک می‌کند. وظیفهٔ دیگرِ نمونه‌خوان، تصحیح غلط‌های املایی (تایپی) است که به‌این‌منظور باید با دقت فراوان و چشمان مسلح به متن بپردازد. در مطبوعات رسم بر این است که متن را دونفری نمونه‌خوانی کرده و از حساسیت‌های مرسوم خودداری می‌کنند؛ اما نمونه‌خوان‌های کتاب، با صرف زمان و دقت فراوان، می‌کوشند تا به متنی پالوده دست یابند.